# Louis Stanfill
Louis Stanfill (nacido en Sacramento el 30 de mayo de 1985) es un jugador de rugby estadounidense que juega de flanker para la selección de rugby de Estados Unidos y, actualmente (2015) para el club no profesional estadounidense Seattle OPSB. También puede jugar como número 8 y segunda línea.
Stanfill comenzó a jugar al rugby en el instituto, en Sacramento Jesuit, y fútbol americano, siendo escogido como el jugador defensivo del año para Sacramento en 2002.

## Carrera

### Clubes
Stanfill jugó en Australia con los Canberra Royals, antes de trasladarse a Italia, donde jugó en el club del Super 10 Mogliano en Treviso donde fue número 8. Para la temporada 2012 de la Super League regresó a los EE. UU. para jugar con NYAC. Debido a su buena actuación, el equipo consiguió el título, terminando la temporada invicto. Stanfill fue elegido MVP de la final.  Stanfill firmó con los Vicenza Rangers, club italiano, para la temporada de Serie A 2012-13.

### Internacional
Stanfill hizo su debut internacional contra Canadá en mayo de 2005, a los 19 años de edad. Stanfill fue incluido en el equipo estadounidense de la Copa Mundial de Rugby de 2007, donde marcó un ensayo tanto contra Tonga como contra la de Samoa en la fase de grupos. Stanfill también hizo un ensayo contra Uruguay en 2009, en la fase de clasificación para la Copa Mundial de Rugby de 2011. Stanfill jufó el torneo, de titular en tres partidos y fue colíder del equipo en los placajes de los partidos contra Irlanda (11 placajes) y Rusia (9 placajes).
Forma parte de la selección estadounidense para la Copa Mundial de Rugby de 2015.